# باتريسيا سوسا
باتريسيا إيلينا سوسا (بالإسبانية: Patricia Elena Sosa)‏ وتعرف اختصارا باسم باتريسيا لولا (بالإسبانية: Patricia Sosa)‏ (23 يناير 1956 ببوينس آيرس، الأرجنتين)، هي مغنية، ملحنة وممثلة أرجنتينية.

## حياتها
بدأت باتريسيا حياتها المهنية سنة 1975. أسست فرقة ميتال بجانب المنتج أوسكار ميديافيا البرج (بالإسبانية: La Torre)‏ والتي حققت نجاحا، بفضل دوراتها في العالم حتى في الاتحاد السوفياتي.
غادرت باتريسيا الفرقة في 1990، لتبدأ حياة فردية. كان أول سي دي لها بإسمها. وثاني سي دي باسم ضوء حياتي (بالإسبانية: Luz de mi vida)‏ والذي حقق الذهبية بعد 25 يوم فقط من إصداره، والبلاتينية في 3 أشهر. ترشحت 5 مرات لجائزة إي سي آي.
في 1998، شاركت في التيلينوفيلا آر.آر.دي.تي (بالإسبانية: R.R.D.T)‏، وبعد سنة ألفت كتاب رمز المنطقة (بالإسبانية: Código de barrio)‏. كما شاركت في عدة مسلسلات أخرى مثل الفتيات الصغيرات  (بالإسبانية: Chiquititas)‏.
في 12 ديسمبر 2014، قامت بسولو في حفل بروما، إيطاليا وأثناء حظور البابا فرنسيس.

## ديسكوغرافيا

### الألبومات
| السنة | الإسم                  | الإسم الأصلي                 |
| ----- | ---------------------- | ---------------------------- |
| 1990  | باتريسيا سوسا          | Patricia Sosa                |
| 1991  | نعيش                   | En vivo                      |
| 1992  | ضوء حياتي              | Luz de mi vida               |
| 1994  | لينة وعميقة            | Suave y profundo             |
| 1996  | القصة مستمرة           | La historia sigue            |
| 2002  | لا تترك لي الحب        | No me dejes de amar          |
| 2004  | الكل                   | Toda                         |
| 2006  | نعيش في غران ريكس      | En vivo en el Gran Rex       |
| 2007  | الصنفرة والمخمل        | Lija y terciopelo            |
| 2012  | باتريسيا سوسا من البرج | Patricia Sosa desde La torre |
| 2016  | إشارات                 | Señales                      |